# Puerto Rico (Meta)
Puerto Rico es un municipio colombiano situado en el sur del departamento del Meta, distando de Villavicencio 197 km, de Bogotá 288 km y de San José del Guaviare 118 km.

## División Político-Administrativa
Además de su Cabecera municipal. Puerto Rico tiene bajo su jurisdicción los siguientes Centros poblados:
- Barranco Colorado
- Charco Danto
- La Lindosa
- La Tigra
- Puerto Chispas
- Puerto Toledo

## Historia
Anteriormente recibió nombres como Puerto Galleta y Puerto Yuca, basados en los productos que los viajeros conseguían en el puerto de paso en sus rutas. Su crecimiento como importante puerto de la región del Ariari hizo que la comunidad se fuera afianzando progresivamente con propios y ajenos. En el año de 1962 mediante ordenanza 09 del mismo año recibe el nombre de Puerto Rico en recuerdo de Víctor Larrota Rico fundador y gestor del municipio. Para aquel entonces nuestro territorio se creó como inspección del municipio de San Martín.
En diciembre de 1964 por gestión realizada por los habitantes del municipio realizaron una petición para que las autoridades del municipio de San Martín se trasladaran a Puerto Rico, esta comisión destinó los terrenos para el Parque Principal y la casa de gobierno también se trazaron algunas calles del pueblo.
En el año de 1984 mediante ordenanza 010 del mismo año, se crea el municipio de Puerto Rico que a partir de la vigencia de 1985, se nombre alcalde y funcionarios de la alcaldía municipal.

## Geografía

### Municipio amazónico
Aunque la mayor parte de las tierras del Departamento del Meta forman parte de la Región Orinoquía, el municipio de Puerto Rico de acuerdo con el Instituto Amazónico de Investigaciones Científicas de Colombia (SINCHI) es un municipio de carácter amazónico. Es por ello que la Sentencia STC4360-2018 de la Corte Suprema de Justicia ordenó al municipio de Puerto Rico y otros quince municipios de la Amazonia que concentran los mayores niveles de deforestación en el Amazonas colombiano: actualizar e implementar sus Planes de Ordenamiento Territorial, los cuales deberán contener un plan de acción de reducción cero de la deforestación en su territorio, el cual abarcará estrategias medibles de tipo preventivo, obligatorio, correctivo y pedagógico dirigidas a la adaptación del cambio climático.

### Límites municipales
Puerto Rico está delimitado por los siguientes municipios de su departamento excepto al sur con Guaviare.
| Noroeste: Vista Hermosa                 | Norte: Puerto Lleras                                   | Nordeste: Mapiripán (Caño Rico) |
| Oeste: Vista Hermosa (Caño La Cabra)    |                                                        | Este: Puerto Concordia          |
| Suroeste: Vista Hermosa (Caño La Cabra) | Sur: San José del Guaviare ( Guaviare) (Río Guayabero) | Sureste: Puerto Concordia       |

## Servicios públicos
- Energía Eléctrica: Electrificadora del Meta (EMSA), es la empresa prestadora del servicio de energía eléctrica.
- Gas Natural: Llanogas, es la empresa distribuidora y comercializadora de gas natural en el municipio.